# おはんが池
おはんが池（おはんがいけ）は、千葉県船橋市田喜野井6丁目（小字は井戸本/いどのもと）にある池である。

## 概要
おはんが池は、田喜野井川の水源地の一つであり、途中で同じく田喜野井小字・池ノ作を水源とする三田川や二宮神社の境内を水源とする三山川と合流し、習志野市藤崎で菊田川を形成する。ちなみに、田喜野井（田木の井）の地名は、水が滾る様に激しく湧き出していた「おはんが池」に由来すると云われている。

## 名称の由来
田喜野井村の小字・井戸本には、かつて200㎡ほどの面積の底なしの池があったという。池には水草が多い茂っていたが、池の中央からは豊富に冷たい湧水が出てきており、水草も生えず、真冬でも氷が張らなかったという。昔、池の近くに「おはん」と言う名の女性が住んでいて、池の岸辺に生えていた「おはぐろの木」に登ってお歯黒の染料を取ろうとしたところ、枝が折れて池に落ちてしまったという。村人は一生懸命に「おはん」を探したが、池の底深く沈んだためかとうとう見つからなかった。そして、それ以来、この池を「おはんの池」「おはんが池」と呼ぶようになったと云われる。

## 弁財天
おはんが池には弁財天があるが、三田川の水源地・池ノ作にある弁財天と共に、1701年（元禄14年）に祀られた田喜野井村の水源の神様として知られている。